# لي تينغ (تنس)
لي تينغ (بالصينية: 李婷) مواليد 5 يناير 1980 في ووهان، هوبيي، الصين، هي لاعبة كرة مضرب صينية سابقة بدأت مسيرتها كمحترفة سنة 1996 وكانت تلعب باليد اليمنى، اعتزلت اللعب في 2007. أعلى تصنيف لها في الفردي كان المركز الـ 136 في سنة 2005. سبق أن شاركت في دورة الألعاب الأولمبية الصيفية.

## النهائيات

### النهائيات الأولمبية

#### الزوجي: النهائيات 1 (1 ذهبية)
| الحصيلة | السنة | البطولة                        | الأرضية | الشريك      | المنافس                                 | النتيجة  |
| ------- | ----- | ------------------------------ | ------- | ----------- | --------------------------------------- | -------- |
| ذهبية   | 2004  | الألعاب الأولمبية الصيفية 2004 | صلبة    | صن تيانتيان | كونتشيتا مارتينث فيرخينيا روانو باسكوال | 6–3, 6–3 |

## الميداليات
| الميدالية | المسابقة                       |
| --------- | ------------------------------ |
| ذهبية     | الألعاب الأولمبية الصيفية 2004 |

## روابط خارجية
- لي تينغ على موقع رابطة محترفات التنس (الإنجليزية)
- لي تينغ على موقع الاتحاد الدولي لكرة المضرب (الإنجليزية)
- لي تينغ على موقع كأس بيلي جين كينغ (الإنجليزية)
- لي تينغ على موقع أوليمبيديا (الإنجليزية)
- لي تينغ على موقع اللجنة الأولمبية الصينية (الإنجليزية)